# Brigada 26
La Brigada 26 (también conocida como La 26, Sección 26 o Los Hombres de Harrelson) fue la 6ª sección de la 2ª compañía de la Policía Municipal de Valencia. Fue fundada en diciembre de 1972 por el Ayuntamiento de Valencia y disuelta en el año 1986 por el mismo. Esta sección policial estaba especializada en el patrullaje nocturno, teniendo como misión lidiar con el crimen menor y garantizar la seguridad en las calles de los barrios más problemáticos de Valencia durante la noche. 

## Historia
En el contexto de Valencia en los años 70, con un alto crecimiento del consumo de la heroína en barrios como el de El Carmen, y donde el oficio de sereno estaba desapareciendo en la ciudad, el crimen aumentó significativamente, así como el desorden callejero por la noche. Asimismo, la policía armada concentró sus esfuerzos en contener las acciones violentas en el estallido social producto del movimiento estudiantil contra el franquismo, por lo que se desatendió el servicio durante la noche. En consecuencia, urgió la necesidad de crear un cuerpo dentro de la Policía Municipal de Valencia con el fin de solventar estos problemas.
El primer problema para la conformación de un nuevo cuerpo policial nocturno se halló en la falta de efectivos jóvenes, ya que la edad media de los agentes de la policía municipal era superior a los 55 años. Por ello, se buscaron nuevos agentes con conocimientos en artes marciales, una cultura general similar a la del promedio de la población, y con una edad significativamente inferior a la media de los agentes municipales, evaluándose la buena salud, la estatura y las aptitudes físicas y psicológicas para desempeñar una labor que se preveía complicada.
En un primer momento, la Brigada 26 logró atraer a un cierto número de agentes para incorporarse al cuerpo, ya que por el horario de trabajo desde la 10 de la noche hasta las 6 de la mañana se recibía un día de fiesta por cada cinco trabajados, mientras que el resto de policías municipales tan solo libraba un día por cada siete trabajados. No obstante, tal y como se expone en el reportaje «Dos noches con la 26» del diario Levante-EMV, las condiciones laborales no eran demasiado buenas para los estándares actuales: sueldos bajos, ausencia de primas por peligrosidad y por nocturnidad, únicamente una prima de 100 pesetas diarias y no estar de alta en la Seguridad Social.
Manuel Jordán Montañés, el que fuera jefe de la Policía Municipal de Valencia entre los años 1966 y 1986, fue uno de los padres de la Brigada 26, siendo clave en la conformación de esta sección junto a agentes como Vicente Pérez, el inspector Fernando de Andrés Borreguero o el veterano sargento Ivanco, quien fue su primer mando.
La Brigada 26 recibió el apodo de Los hombres de Harrelson, o los Harrelsons, entre los habitantes de Valencia. Esto se debió a la similitud entre la sección policial valenciana y Harrelson y sus hombres, personajes ficticios de la serie norteamericana S.W.A.T., estrenada en España el año 1975 en Televisión Española y que gozó de gran popularidad entre la población.

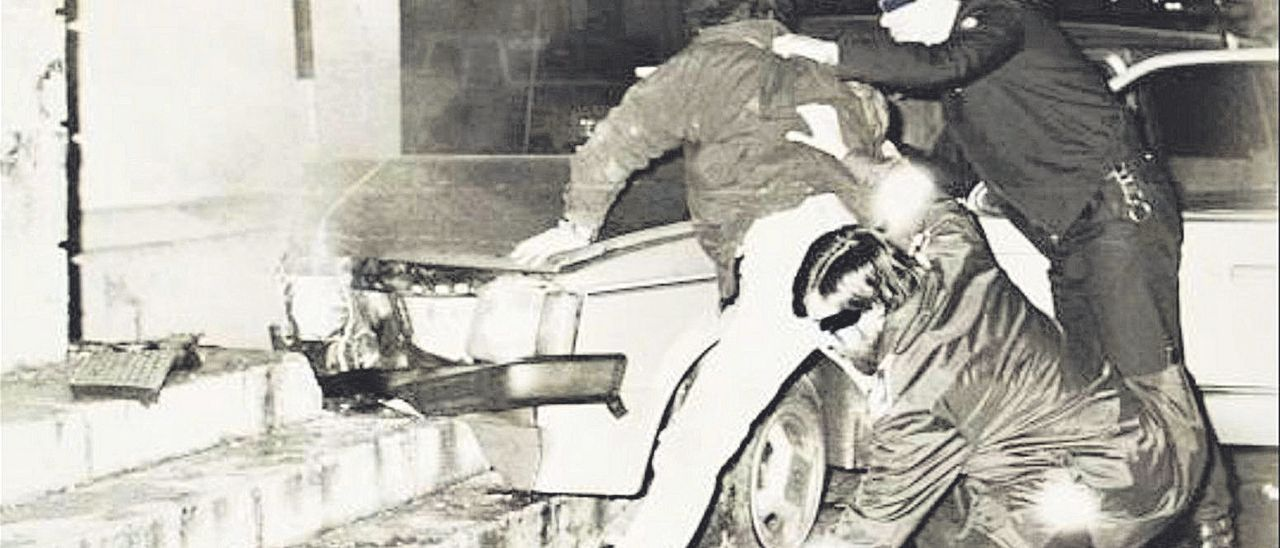
Agente de la Brigada 26 cacheando a un sospechoso

La efectividad de la Brigada 26 derivó en que otros ayuntamientos españoles se interesasen en crear una sección similar para sus respectivos cuerpos policiales municipales. Así, en Madrid, Málaga, Barcelona, Badalona y Zaragoza, y municipios valencianos como Gandia, crearon en los primeros años de la democracia unidades similares a la brigada nocturna valenciana. De hecho, la Unidad de Vigilancia Especial (UVE) de la capital aragonesa fue entrenada por «La 26» en Valencia.
Durante el funcionamiento de la Brigada 26, y con la llegada de la democracia en el ayuntamiento, grupos políticos de izquierdas criticaron las prácticas de este grupo policial. En la edición del viernes 18 de marzo de 1977 del diario Levante-EMV, se recoje una denuncia de las Juventudes Socialistas del País Valenciano (JSPV) por los «malos tratos» sufridos por tres de sus militantes detenidos «arbitrariamente» por «La 26» tras un enfrentamiento entre jóvenes de izquierdas y de derecha en la entonces Plaza del Caudillo cuando un socialista trató de colocar en la estatua ecuestre de Francisco Franco una bandera republicana con las siglas FSU, del Frente Socialista Unificado.
Tras su nombramiento como inspector de la Policía Local de Valencia en enero del año 1985, y con la jubilación del todavía jefe Manuel Jordán un año después, Pedro Calderón tomó el control de la policía local. Calderón emprendió una serie de cambios en el cuerpo policial de la ciudad, que tuvieron como objetivo sacar al máximo número de policías a las calles. Entre los cambios realizados destacaron la disolución de la Brigada 26, integrándose sus miembros en las patrullas ordinarias, y con ello acabó también la especialidad de patrullaje nocturno, suplantándose por turnos rotatorios entre todos los agentes. Esto ocurrió durante el mandato del entonces alcalde de Valencia Ricard Pérez Casado, del Partido Socialista del País Valenciano-PSOE.

## Funcionamiento y actividad
La Brigada 26 estableció su cuartel en los sótanos del Mercado Central de Valencia, aunque en la visita de cuatro cadetes del Departamento de Policía de Los Ángeles a Valencia se mostró el Salón del Cristal del Ayuntamiento como supuesto cuartel de la brigada.
El uniforme de la sección constaba de un traje completamente negro y de unas botas del mismo color, lo que volvió a sus componentes muy reconocibles, dando lugar a una identidad propia conocida por la ciudadanía y los criminales. Esto junto a sus técnicas y la capacidad física de sus miembros, tuvo el objetivo de infundir el miedo entre los delincuentes y alborotadores. El arma que usaron los agentes de «La 26» fue el revólver Smith & Wesson del calibre 38, en vez de la pistola reglamentaria de la que disponían el resto de policías municipales.
A la hora de la patrulla a pie, se desplegaban en escuadra, esto es, cuatro agentes y un cabo, con el fin de imponer por número y garantizar su propia seguridad cubriéndose las espaldas los unos a los otros.
Uno de los problemas de la Brigada 26 fue la falta de medios, llegando incluso algunos agentes a tener que comprarse por su cuenta el arma o usar su vehículo personal.
Entre su actividad, se destacó la acción disuasoria y de reacción frente al desorden y el crimen callejero por la noche, en especial en los barrios de Valencia que formaban parte del territorio de pandillas, como los de la Olivereta, La Fuensanta, El barrio de la luz, los Cheyenes de Benicalap, los Kansas y los Escorpiones de Marchalenes, los Smoks y los Mini Smoks del barrio de El Carmen o Los Barona de Orriols. Además, «La 26» realizó detenciones de terroristas del GRAPO, de las bandas de delincuentes mencionadas; impidió robos de bebés; y participó en el arresto de Joaquín Gambín, uno de los acusados por el incendio del Scala de Barcelona.